# Darovsky (huyện)
Huyện Darovsky (tiếng Nga: ? райо́н) là một huyện hành chính tự quản (raion), của Tỉnh Kirov, Nga. Huyện có diện tích 3808 km², dân số thời điểm ngày 1 tháng 1 năm 2000 là 16400 người. Trung tâm của huyện đóng ở Darovskoy.